# ケイオス (ラッパー)
ケイオス(K-os,本名:Kevin Brereton,ケビン・ブレトン)は、カナダ・オンタリオ州・トロント出身のヒップホップアーティスト、音楽プロデューサーである。

## 概要
活動開始から10年以上が経つ、ベテランラッパー。元々カナダでの人気が非常に高いアーティストで、これまでに二つのプラチナム・ディスクを獲得。また、近年ではアメリカでの知名度も上がっている。ファンクやロック・レゲエなどを巧みに織り交ぜた、非常にオリジナリティーの高い楽曲を手掛けており、ジャンルはオルタナティブ・ヒップホップと称される。 
ちなみに、「K-os」というステージ名は「"Knowledge of Self," 」の頭字語からとったもの。2010年バンクーバーオリンピック閉会式の際に、アルバム「Yes!」収録のシングル"Eye Know Something"を披露した。

## ディスコグラフィー

### アルバム
| 発売日         | タイトル                                                       | 各国チャート最高位 | 各国チャート最高位 | セールス            |
| 発売日         | タイトル                                                       | CAN                | U.S                | セールス            |
| -------------- | -------------------------------------------------------------- | ------------------ | ------------------ | ------------------- |
| 2002年3月26日  | Exit - 販売レーベル: Astralwerks                               | —                  | —                  |                     |
| 2004年8月13日  | Joyful Rebellion - 販売レーベル: EMI / Virgin Records          | 7                  | —                  | プラチナム (カナダ) |
| 2006年10月10日 | Atlantis: Hymns for Disco - 販売レーベル: EMI / Virgin Records | 5                  | 152                | プラチナム (カナダ) |
| 2009年4月14日  | Yes! - 販売レーベル: EMI / Virgin Records                      | 9                  | —                  |                     |